# Vieille ville de Bellinzone

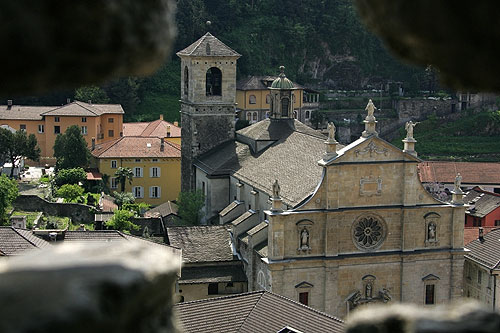
la collégiale dei SS. Pietro e Stefano

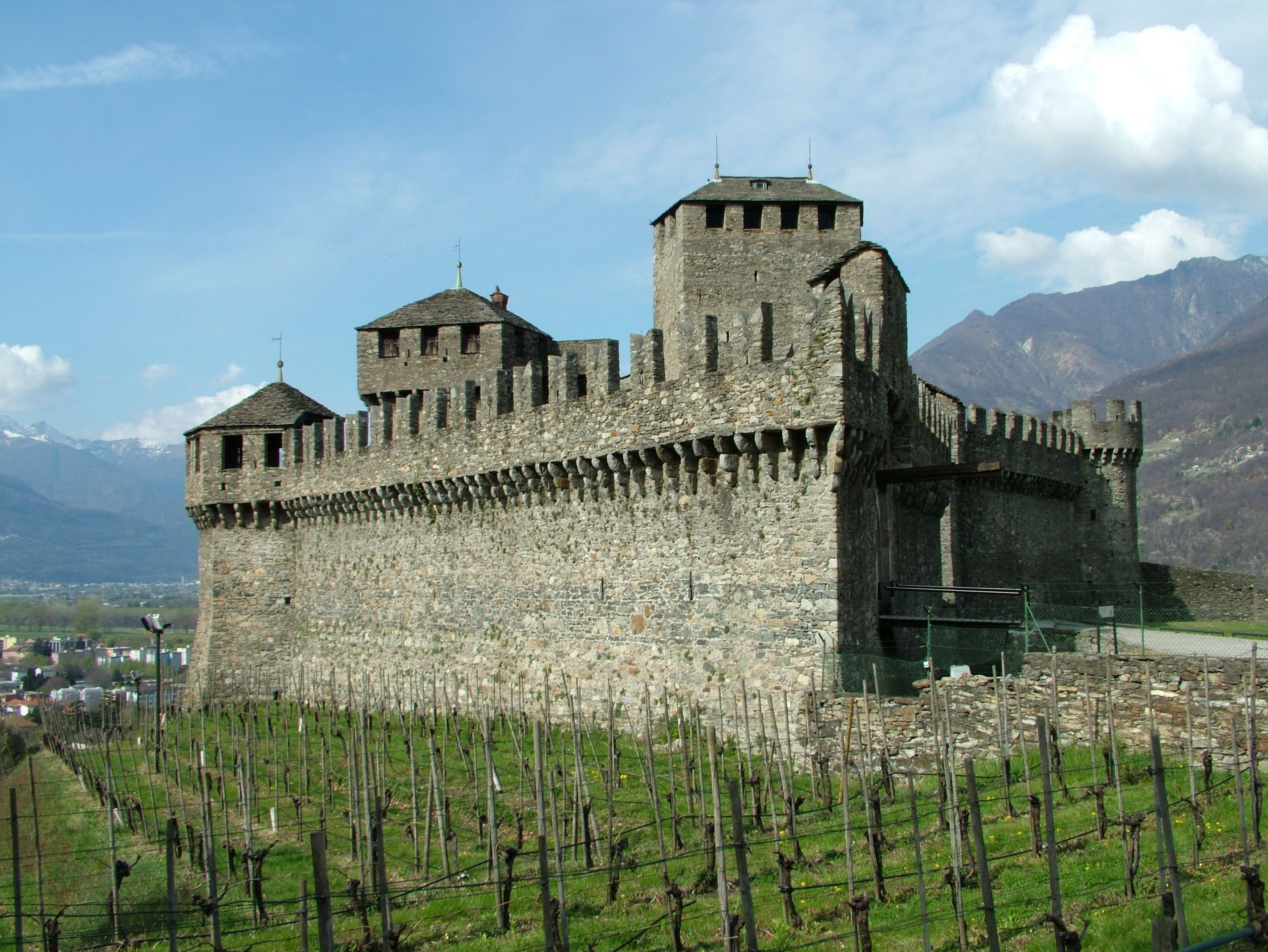
le château de Montebello

La vieille ville de Bellinzone est le centre historique de Bellinzone, canton du Tessin en Suisse.
L'ensemble de la vieille ville est reconnu comme bien culturel suisse d'importance nationale. Cela comprend, en catégorie A :
- la vieille ville,
- la collégiale « dei SS. Pietro e Stefano » avec les oratoires de « Corpus Donini e di S. Marta », 
- Église de « S. Maria delle Grazie » et couvent, 
- Église de « S. Biagio » à Ravecchia, 
- le Castelgrande avec le site préhistorique, 
- le château de Montebello et le musée civique, 
- le château de Sasso Corbaro et le musée des Arts et traditions populaires du Tessin, 
- La « Murata »,
- le « Teatro Sociale » et les archives cantonales (actuellement au 14 de la Via C. Salvioni).

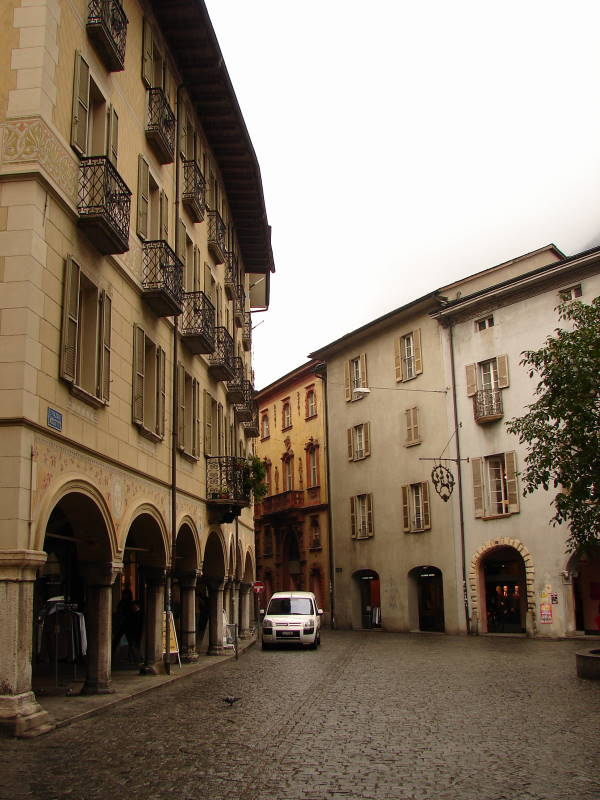
La vieille ville. Photo D. Tirira

## Source
- Inventaire suisse des biens culturels d'importance nationale et régionale, édition de 1995.